# 窑沟乡
窑沟乡，是中华人民共和国内蒙古自治区呼和浩特市清水河县下辖的一个乡镇级行政单位。

## 行政区划
窑沟乡下辖以下地区：
窑沟村、侯家圪洞村、道则石盘村、柳青村、暖泉也村、大井沟村、塔尔梁村、阳坡村、黑矾沟村、小缸房村、栜木沟村、不灿洼村、南也村和对九也村。